# Список пресмыкающихся, занесённых в Красную книгу Армении
Пресмыка́ющиеся, занесённые в Красную книгу Армении, — список из 19 видов и подвидов редких и находящихся под угрозой исчезновения пресмыкающихся, включённых в последнее (второе) издание Красной книги Армении (2010). Список пресмыкающихся во втором издании существенно расширился: в первом издании Красной книги животных (1987) значилось 11 видов пресмыкающихся.
Последнее издание Красной книги Армении (работа над которым велась с 2007 по 2009 год на основе существующих данных и новых полевых исследований) подготовлено специалистами Национальной академии наук, Ереванского государственного университета и других научных учреждений. Во второе издание Красной книги Армении включено 452 вида растений, 40 видов грибов, 308 видов животных (153 — позвоночные и 155 — беспозвоночные).

## Черепахи
| Иллюстрация                 | Название                                                   | Ареал и численность на территории Армении | Охранный статус в Красной книге Армении в соответствии с критериями МСОП | Источники |
| --------------------------- | ---------------------------------------------------------- | --- | ------------------------------------------------------------------------ | --------- |
| Отряд Черепахи (Testudines) |                                                            | |                                                                          |           |
|                             | Средиземноморская черепаха Testudo graeca (Linnaeus, 1758) | На северо-востоке Армении встречается подвид Testudo graeca ibera, а на юге — подвид Testudo graeca armeniaca. Популяции южного подвида встречаются на Араратской равнине и в районе Мегри. Численность популяции на территории Армении составляет примерно 900—1000 особей. | Уязвимый (VU A2cd; B1a+2ab (iii))                                        | [ 3 ]     |

## Чешуйчатые
| Иллюстрация                       | Название                                                                          | Ареал и численность на территории Армении | Охранный статус в Красной книге Армении в соответствии с критериями МСОП | Источники |
| --------------------------------- | --------------------------------------------------------------------------------- | --- | ------------------------------------------------------------------------ | --------- |
| Подотряд Игуанообразные (Iguania) |                                                                                   | |                                                                          |           |
|                                   | Закавказская такырная круглоголовка Phrynocephalus horvathi (Mehely, 1894)        | В прошлом являлась подвидом Phrynocephalus helioscopus. Известны отдельные популяции в долине реки Аракс. Сохранились в областях Армавира (в районах Баграмяна, Армавира и Вагаршапата) и Арарата. Сейчас известны 6 популяций в долине реки Аракс, численность которых очень мала. | Находится в критическом состоянии (CR A2c; B2ab (i, ii, iii))            | [ 4 ]     |
| Подотряд Scinciformata            |                                                                                   | |                                                                          |           |
| Фотография                        | Гологлаз Чернова Ablepharus chernovi Darevsky, 1953                               | Встречается только в долине в среднем течении реки Раздан. Численность популяции на территории Армении составляет примерно 250—300 особей. | Находится в критическом состоянии (CR A2ac; B2ab(ii, iii))               | [ 5 ]     |
|                                   | Переднеазиатская мабуя Trachylepis septemtaeniata Reuss, 1834                     | Встречается в окрестностях населенных пунктов — Ереван, Ехегнадзор, Арарат, Мегри, на Урцском хребте и в некоторых других местах. Более многочисленными являются южные популяции (Мегри, Агарак, Нрнадзор), а на Араратской равнине этот вид практически исчез. | Уязвимый (VU B1ab(iii)+2ab(iii))                                         | [ 6 ]     |
|                                   | Длинноногий сцинк Eumeces schneideri (Daudin, 1802)                               | Встречается на Араратской равнине, в долине реки Аракс, в ущелье реки Арпа и в южных предгорьях Армении. Больше всего встречается в районе Мегри (в первой половине июня: на одном гектаре — 12 особей), на Араратской равнине — число особей на один гектар очень мало. | Уязвимый (VU B1ab(iii)+2ab(iii))                                         | [ 7 ]     |
| Подотряд Lacertiformata           |                                                                                   | |                                                                          |           |
|                                   | Ящерица Даля Darevskia dahli (Darevsky, 1957)                                     | Встречается на севере Армении. Существует несколько маленьких отдельных популяций. Изменения численности популяции неизвестны. | Находится в опасном состоянии (EN B1a+2a)                                | [ 8 ]     |
|                                   | Луговая ящерица Darevskia praticola (Eversmann, 1834)                             | Встречается на севере Армении. Существует несколько изолированных популяций. Изменение численности неизвестно. | Уязвимый (VU B1ab(iii)+2a)                                               | [ 9 ]     |
|                                   | Ящерица Ростомбекова Darevskia rostombekovi Darevsky, 1957                        | Встречается в лесах Северной Армении. Южная граница ареала проходит по ущельям рек Агстев и Памбак и по Базумскому хребту на запад, начиная с города Спитак. Северная граница проходит по северо-восточной части хребта Папакар (с арм. "Камень предков"). Кроме указанных районов, ещё одна популяция есть на северо-восточном берегу Севана: в окрестностях деревни Цовак.                                                        | Находится в опасном состоянии (EN B2ab(ii, iii))                         | [ 11 ]    |
|                                   | Белобрюхая ящерица Darevskia unisexualis (Darevsky, 1966)                         | Встречается в горных ландшафтах Северной и Центральной Армении. Обитает на высоте 1700—2000 м над уровнем моря. | Уязвимый (VU B1a)                                                        | [ 12 ]    |
|                                   | Закавказская ящурка Eremias pleskei Bedriaga, 1907                                | Встречается в долине реки Аракс (на левом берегу) — западнее Эчмиадзина до южных предгорий Мегринского хребта. В 1995—2010 годах число особей резко уменьшилось. На большей части территории Араратской равнины этот вид исчез. | Находится в критическом состоянии (CR B2ab (ii, iii))                    | [ 13 ]    |
|                                   | Закавказская разноцветная ящурка Eremias arguta transcaucasica Darevsky, 1953     | Этот подвид встречается только в Армении. Известна только одна популяция, которая находится на южном берегу Севана: в окрестностях деревни Норадуз. В 1961 году в окрестностях деревни Мартуни поймали 27 последних взрослых особей и отпустили их в окрестностях деревни Норадуз. Эти ящурки создали там новую популяцию, которая постепенно расширяет свою территорию. Сейчас её численность оценивается на уровне 80—150 особей. | Находится в критическом состоянии (CR A2c; B2ab(ii, iii))                | [ 14 ]    |
|                                   | Малоазиатская ящерица Parvilacerta parva Boulenger, 1887                          | Встречается в Северной и Центральной Армении — в труднодоступных и необработанных местах Спитакского района, в окрестностях деревни Ланджик (Ширакская область) и на северных берегах Тавушского водохранилища. По данным 1982 года на одном гектаре число особей составлял от двух до пяти штук. Сейчас число особей резко уменьшилось.                                                                                            | Находится в критическом состоянии (CR A2ac)                              | [ 15 ]    |
| Подотряд Змеи (Serpentes)         |                                                                                   | |                                                                          |           |
|                                   | Закавказский полоз Zamenis hohenackeri (Strauch, 1873)                            | Встречается в Северной и Южной Армении — в основном на предгорьях в долине Аракса. Весной в Хосровском заповеднике во время 5 часовой ходьбы на 6-7 километров встречается от одного до двух особей. | Уязвимый (VU B1ab(iii))                                                  | [ 16 ]    |
|                                   | Персидский псевдоциклофис Pseudocyclophis persicus (Anderson, 1872)               | Единственная особь этого подвида найдена в районе Мегри — в 5 километрах на запад от города Агарак. | Находится в критическом состоянии (CR B2ab(i, ii, iii))                  | [ 17 ]    |
|                                   | Черноголовый ринхокалямус Rhynchocalamus melanocephalus satunini (Nikolsky, 1899) | Встречается только в долине реки Аракс и в соседних предгорьях. До 2010 года в пределах Закавказья были найдены 19 особей, 17 из которых — в Армении и в Нахиджеване. | Уязвимый (VU B2ab(i, iii))                                               | [ 18 ]    |
|                                   | Кавказская кошачья змея Telescopus fallax (Fleischmann, 1831)                     | Встречается в основном на юге Армении — в долине реки Аракс. Есть несколько изолированных популяций на севере Армении. Весной в Хосровском заповеднике во время дневной ходьбы можно найти от одного до двух особей, в других местах — не всегда. | Уязвимый (VU B1ab(iii))                                                  | [ 19 ]    |
|                                   | Гадюка Даревского Vipera (Pelias) darevskii Vedmederja, Orlov et Tuniyev, 1986    | Встречается только в Ашоцском районе. По данным на 2008 год территория ареала составляет 200 га. В типичных местах обитания плотность вида довольно высокая. В разных годах на одном гектаре насчитывали 10—12 особей. | Находится в критическом состоянии (CR B2ab (ii, iii))                    | [ 20 ]    |
| Фотография                        | Армянская степная гадюка Vipera (Pelias) eriwanensis (Reuss, 1933)                | Встречается в основном в степных ландшафтах и высотных лугах Северо-западной, Центральной и Южной Армении (на высоте 1200—1300 м над уровнем моря). Является эндемиком Армянского нагорья. | Уязвимый (VU B1ab(iii, v))                                               | [ 21 ]    |
|                                   | Армянская гадюка, или гадюка Радде Vipera (Montivipera) raddei Boettger, 1890     | Встречается в основном в областях — Котайк, Арарат, Вайоцдзор и Сюник. Эти гадюки в основном обитают на высоте 1300—1800 м над уровнем моря, а иногда поднимаются на высоте до 2500—2700 метров. В последние годы наблюдается резкое сокращение численности этих гадюк. | Уязвимый (VU B1a+2b (ii, iii))                                           | [ 22 ]    |